# Barrage de Manso
Le barrage de Manso est un barrage au Brésil sur le Rio Manso.